# Chondrosum barbatum
Chondrosum barbatum là một loài thực vật có hoa trong họ Hòa thảo. Loài này được (Lag.) Clayton mô tả khoa học đầu tiên năm 1982.